# Jewgienij Varga
Jewgienij Varga (ros. Евге́ний Самуи́лович Ва́рга, właśc. węg. Jenő Varga, ur. 6 listopada 1879 w Budapeszcie, zm. 7 października 1964 w Moskwie) – węgierski ekonomista, marksista.
Był ministrem finansów w komunistycznym rządzie Béli Kuna uformowanym po utworzeniu Węgierskiej Republiki Rad (marzec-sierpień 1919). Po upadku republiki zbiegł do Austrii. Od 1920 przebywał w ZSRR, gdzie w latach 1925–1948 pełnił funkcję dyrektora moskiewskiego Instytutu Gospodarki Światowej i Polityki – prekursora powstałego w 1956 roku Instytutu Gospodarki Światowej i Stosunków Międzynarodowych; był doradcą Józefa Stalina.

## Życiorys
Jewgienij Varga urodził się w rodzinie żydowskiej jako Jenő Varga. Po skończeniu szkoły w 1902 wstąpił na uniwersytet w Budapeszcie. Zaczęte tam studia w zakresie ekonomii i filozofii, kontynuował na uczelniach w Berlinie i Paryżu. Jeszcze w trakcie studiów przystąpił do Węgierskiej Partii Socjaldemokratycznej (węg. Magyarországi Szociáldemokrata Párt, MSZDP). Regularnie pisywał dla niemieckiego „Die Neue Zeit” wydawanego przez Karla Kautsky’ego (nieformalnego organu teoretycznego II Międzynarodówki). W 1907 roku obronił doktorat z filozofii. W latach 1912–1914 uczył w gimnazjum. W tym okresie ożenił się z Charlotte Gruene, z którą miał dwoje dzieci: syna Andrzeja, który zginął podczas II wojny światowej i córkę Marię, która została biologiem.
W listopadzie 1918 roku został nauczycielem akademickim na uniwersytecie w Budapeszcie. W marcu 1919, po objęciu władzy przez komunistów i socjalistów i utworzeniu Węgierskiej Republiki Rad, został ministrem finansów w rządzie Béli Kuna. Po ucieczce (sierpień 1919) do Austrii został internowany na zamku Karlstein. Po zwolnieniu przebywał w Wiedniu, a następnie w sierpniu 1920 roku wyjechał do ZSRR, gdzie pracował dla Kominternu. Wstąpił do Komunistycznej Partii Związku Radzieckiego (KPZR) i zmienił imię z Jenő na Jewgienij. Przez prawie siedem lat pracował dla ambasady radzieckiej w Berlinie, gdzie doradzał w kwestiach handlowych. W latach 1925–1948 był dyrektorem moskiewskiego Instytutu Gospodarki Światowej i Polityki – prekursora powstałego w 1956 roku Instytutu Gospodarki Światowej i Stosunków Międzynarodowych.

W 1946 roku wydał analizę zmian kapitalizmu w warunkach gospodarki wojennej, w której przedstawił pogląd, że gospodarki kapitalistyczne po okresie dziesięcioletniego boomu wejdą w fazę kryzysu. Varga był przekonany, że w okresie odbudowy odejście od interwencji państwa w gospodarce będzie odbywać się stopniowo. Na tej podstawie twierdził, że to właśnie stopień interwencji gospodarczej państwa stanie się głównym punktem spornym w walce politycznej pomiędzy dwoma głównymi klasami społeczeństwa kapitalistycznego. Dalej wnioskował, że powstanie demokracja nowego typu, w której: 

…likwidowane są pozostałości feudalne po wielkich majątkach, gdzie istnieje prywatna własność środków produkcji, ale gdzie nacjonalizowane są duże przedsiębiorstwa przemysłowe, transportowe i banki i gdzie państwo i jego biurokracja nie służą interesom monopolistycznej burżuazji.

 Według Vargi warunki takie mogły zaistnieć zarówno w Europie Wschodniej, jak i Zachodniej, w społeczeństwach agrarnych, jak i przemysłowych, w sferze wpływów sowieckich, jak i amerykańskich. Varga zrewidował teorię imperializmu, uwzględniając obecność ZSRR na scenie politycznej, obalając leninowskie przeświadczenie o nieuchronności wojny między systemami. Jego wnioski można podsumować w następujących punktach:
1. nie dojdzie do trzeciej wojny światowej między kapitalizmem i socjalizmem, ponieważ wobec potęgi ZSRR ryzyko zniszczenia systemu kapitalistycznego jest zbyt duże, by imperialiści zaangażowali się w działania wojenne
2. nie będzie ani pokojowego współistnienia ani rozbrojenia, ponieważ monopolistyczny kapitalizm nie może przetrwać bez produkcji wojskowej
3. zimna wojna będzie trwać, ponieważ odzwierciedla fundamentalne różnice pomiędzy dwoma systemami
4. produkcja kapitalistyczna będzie rosła średnio w tempie 1,5% rocznie, dojdzie do dwóch kryzysów o nasileniu mniejszym niż w okresie 1929–1932; utrata kolonii i Europy Wschodniej nie była dla imperialistów zbyt bolesną stratą,
5. imperialiści będą walczyć między sobą o rynki – hegemonia Stanów Zjednoczonych nad innymi krajami kapitalistycznymi osłabnie, jednak będzie to proces powolny

Varga doradzał Stalinowi w kwestiach reparacji niemieckich po II wojnie światowej – w przeciwieństwie do Stalina uważał, że państwo kapitalistyczne będzie w stanie zaplanować powojenną odbudowę gospodarczą. Poglądy Vargi postrzegane były jako nierewolucyjne, niemarksistowskie, przez co ekonomista popadł w niełaskę i w 1949 musiał złożyć samokrytykę, został odesłany na uczelnię i odsunięty od spraw politycznych. Na scenę polityczną powrócił dopiero po śmierci Stalina w 1953 roku.
Jewgienij Varga zmarł w Moskwie 7 października 1964. Pochowany na Cmentarzu Nowodziewiczym w Moskwie.

## Publikacje
- 1935 – The Great Crisis and its Economic Consequences. Economics and Politics (1928–1934)
- 1946 – The Economic Transformation of Capitalism at the End of the Second World War

## Odznaczenia
- 1959 – Order Lenina[1]
- 1963 – Nagroda Leninowska[1]